# Kreační operátor
Kreační a anihilační operátory byly původně zavedeny jako pomůcka pro řešení lineárního harmonického oscilátoru. Později nalezly značné uplatnění ve formalizmu obsazovacích čísel u nerozlišitelných částic, případně teorii pole.

## Lineární harmonický oscilátor
U lineárního harmonického oscilátoru zavádíme anihilační operátor v energiové bázi takto:
{\displaystyle {\hat {a}}|n\rangle ={\sqrt {n}}|n-1\rangle }
Matice tohoto operátoru má tedy tvar:
{\displaystyle {\hat {a}}={\begin{pmatrix}0&{\sqrt {1}}&0&\cdots &\cdots \\0&0&{\sqrt {2}}&\cdots &\cdots \\\vdots &0&0&{\sqrt {3}}&\cdots \\\vdots &\vdots &\vdots &\vdots &\ddots \end{pmatrix}}}
Hermitovským sdružením matice získáme vztah pro operátor kreační:
{\displaystyle {\hat {a}}^{\dagger }|n\rangle ={\sqrt {n+1}}|n+1\rangle }
Speciálně od je zřejmé, že: {\displaystyle {\hat {a}}|0\rangle =0}
Případně, že:
{\displaystyle |n\rangle ={\frac {1}{\sqrt {n!}}}({\hat {a}}^{\dagger })^{n}|0\rangle }
Vidíme tedy, že n-tý energetický stav je až na konstantu dán n-násobným působením kreačního operátoru na vektor {\displaystyle |0\rangle }, který nazýváme vakuum.
Pro další výpočty je užitečná komutační relace, kterou lze snadno odvodit z definice:
{\displaystyle [{\hat {a}},{\hat {a}}^{\dagger }]=1}
Z definic je taktéž zřejmé, že definujeme-li operátor {\displaystyle {\hat {N}}} jako
{\displaystyle {\hat {N}}={\hat {a}}^{\dagger }{\hat {a}}},
pak pro diagonální maticové elementy platí:
{\displaystyle \langle n|{\hat {N}}|n\rangle =n}
Tento operátor tedy odpovídá pozorovatelné veličině, jenž udává v kolikáté energetické hladině se systém nalézá. Z důvodu, jenž bude zřejmý později, tento operátor nazýváme operátorem počtu částic.

## Reprezentace obsazovacích čísel
Reprezentace obsazovacích čísel je s výhodou používána u systémů skládajícího se z několika identických částic, bosonů nebo fermionů. Výhodou tohoto popisu je skutečnost, že takto zapsané vektory automaticky splňují podmínky související s nerozlišitelností částic.